# Sandlofs
Sandlofs ist ein Stadtteil von Schlitz im mittelhessischen Vogelsbergkreis.

## Geographie
Der Ort liegt nordöstlich von Schlitz an der Fulda. Durch das Dorf verläuft die Landesstraße 3169, westlich liegt die Landesstraße 3140.

## Ortsgeschichte

### Mittelalter
Die Ersterwähnung des Dorfes findet sich in einem Kopiar, geschrieben um 1160, und datiert auf die Zeit zwischen 1150 und 1165. Bei der schriftlichen Quelle handelt es sich um den berühmten Codex Eberhardi. Die Stelle lautet:„... in villa Sandolfs“ (Im Dorf Sandolfs). Hier finden wir auch die Angabe der Siedlungsform villa. Eine Urkunde vo 1345 nennt den Ortsnamen „Sandolfiz“. In einem nahezu zeitgleichen Kopiar, das zwischen 1350 und 1400 entstanden ist, lautet der Eintrag: „... zcu Sandloffs“.
Der Ortsname hat sich aus dem Rufnamen „Sandolf“ gebildet.

### Neuzeit
1613 wird der Ort „Sandloß“ genannt.
Sandlofs gehörte zur Herrschaft Schlitz. Hier galten die Schlitzer Verordnungen aus dem 18. Jahrhundert zusammen mit Teilen des Fuldischen Rechts als Partikularrecht. Das Gemeine Recht galt nur, soweit diese speziellen Regelungen für einen Sachverhalt keine Bestimmungen enthielten. Dieses Sonderrecht behielt seine Geltung auch während der Zugehörigkeit zum Großherzogtum Hessen im 19. Jahrhundert. In der gerichtlichen Praxis wurden die Verordnungen aber nur noch selten angewandt. Das Partikularrecht wurde zum 1. Januar 1900 von dem einheitlich im ganzen Deutschen Reich geltenden Bürgerlichen Gesetzbuch abgelöst.
Am 31. Dezember 1971 wurde Sandlofs im Zuge der Gebietsreform in Hessen in die Stadt Schlitz eingegliedert.

## Politik
Bürgermeister
- 1924–1934: Valentin Obenhack
- 1934–1937: Fritz Block
- 1938–1945: Heinrich Tränker
- 1945–1946: Johannes Reinwald
- 1946–1948: Georg Reiß
- 1948–1968: Heinrich Tränker
- 1968–1971: Roland Hampl

Ortsvorsteher
- 1972–1989: Roland Hampl
- 1989–2011: Reinhold Braun
- seit 2011: Holger Hohmeier (Stand Mai 2021).[11]

## Kultur und Sehenswürdigkeiten

### Baudenkmäler
Für die unter Denkmalschutz stehenden Gebäude des Ortes siehe die Liste der Kulturdenkmäler in Sandlofs.

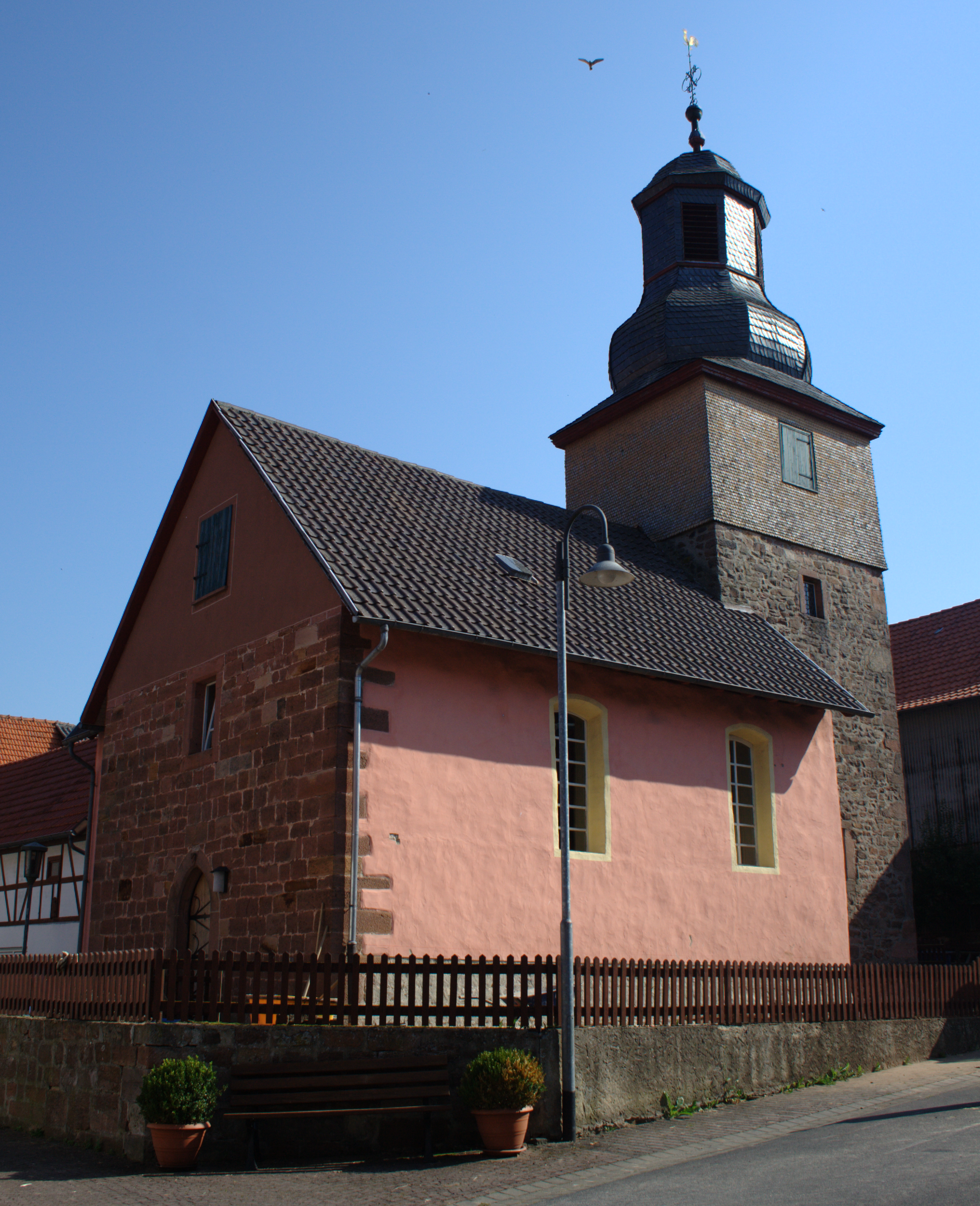
Evangelische Kirche in Sandlofs

Die evangelische Kirche wurde in vorreformatorischer Zeit errichtet. Sehenswert sind in ihr die alten Wandzeichnungen sowie ein barocker Grabstein.

### Vereine
Das Dorfleben gestalten folgende Vereine:
- Freiwillige Feuerwehr der Stadt Schlitz, Löschzug Sandlofs
- gemischter Chor Sandlofs e. V.
- Spielvereinigung 1950 Sandlofs e. V.

### Sage
Eine alte Sage erzählt, dass auf der damaligen Holzbrücke von Sandlofs nach Hutzdorf ein riesengroßer Hund mit feurigen Augen umging, der die Leute so erschreckte, dass sie schnell zurück liefen.

## Infrastruktur
In Sandlofs gibt es ein Dorfgemeinschaftshaus und eine Gastwirtschaft.